# Ronnie Spector
Veronica Greenfield (de soltera Veronica Yvette Bennett; 10 d'agost de 1943 - 12 de gener de 2022), coneguda com Ronnie Spector, va ser una cantant estatunidenca que va formar el grup musical femení The Ronettes el 1957 amb la seva germana gran, Estelle Bennett, i la seva cosina, Nedra Talley. Ronnie va liderar el grup, mentre que el productor discogràfic Phil Spector va produir bona part de la seva discografia. Els dos es van casar el 1968 i es van separar el 1972.
Bennett era coneguda com la "noia dolenta del rock and roll". El 1990, va publicar unes memòries, Be My Baby: How I Survived Mascara, Miniskirts, and Madness, Or, My Life as a Fabulous Ronette. El 2007 va ser inclosa al Saló de la Fama del Rock and Roll com a membre de les Ronettes.

## Carrera
La cantant va començar a actuar el 1959 amb la seva germana, Estelle Bennett i la seva cosina, Nedra Talley. Actuaven amb el nom de The Darling Sisters. Aviat van destacar i van actuar al club Apollo de Harlem. La seva manera de cantar i ballar les va portar a les discoteques més famoses de Nova York, com Peppermint Lounge.
Bennett va cantar com a solista de les Ronettes a principis i mitjans de la dècada de 1960, amb cançons tan famoses com "Be My Baby" (1963), "Baby, I Love You" (1963), "The Best Part of Breakin' Up" (1964) i "Walking in the rain" (1964).
El 1964 va iniciar una carrera en solitari amb el senzill "So Young". A partir de 1980 va publicar cinc àlbums d'estudi: Siren (1980), Unfinished Business (1987), Something's Gonna Happen (2003), Last of the Rock Stars (2006) i English Heart (2016). Bennett també va gravar un EP: She Talks to Rainbows (1999).

## Vida personal
Ronnie Spector va estar casada amb Phil Spector entre 1968 i 1972, de qui va prendre el nom artístic. Van adoptar tres nens, Donté, Louis i Gary Phillip. Ronnie Spector vivia a Danbury (Connecticut) amb el seu segon marit, Jonathan Greenfield (amb qui es va casar el 1982), i amb qui va tenir dos fills, Austin Drew i Jason Charles.